# Yuliya Shymechko
Yuliya Shymechko –en ucraniano, Юлія Шимечко– (nacida como Yuliya Kalina, Donetsk, URSS, 24 de octubre de 1988) es una deportista ucraniana que compite en halterofilia. Está casada con el halterófilo Ihor Shymechko.
Participó en los Juegos Olímpicos de Londres 2012, obteniendo una medalla de bronce en la categoría de 58 kg; medalla que perdió posteriormente por dopaje.
Ganó una medalla de bronce en el Campeonato Mundial de Halterofilia de 2009 y tres medallas en el Campeonato Europeo de Halterofilia entre los años 2009 y 2015.

## Palmarés internacional
| Juegos Olímpicos   | Juegos Olímpicos       | Juegos Olímpicos  | Juegos Olímpicos |
| Año                | Lugar                  | Medalla           | Categoría        |
| ------------------ | ---------------------- | ----------------- | ---------------- |
| 2012               | Londres (Reino Unido)  | DSC               | 58 kg            |
| Campeonato Mundial |                        |                   |                  |
| Año                | Lugar                  | Medalla           | Categoría        |
| 2009               | Goyang (Corea del Sur) | Medalla de bronce | 58 kg            |
| Campeonato Europeo |                        |                   |                  |
| Año                | Lugar                  | Medalla           | Categoría        |
| 2009               | Bucarest (Rumania)     | Medalla de plata  | 58 kg            |
| 2014               | Tel Aviv (Israel)      | Medalla de bronce | 63 kg            |
| 2015               | Tiflis (Georgia)       | Medalla de oro    | 63 kg            |